# Maroko (film)

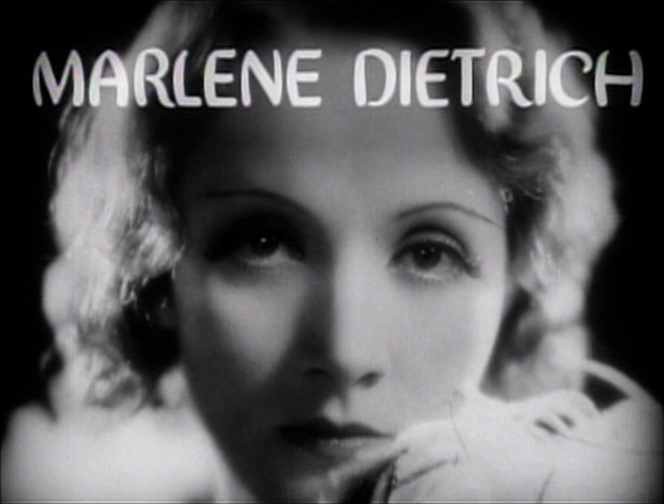
Marlene Dietrich

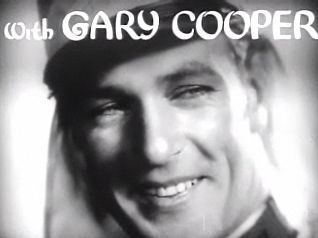
Gary Cooper

Maroko (Morocco) – amerykański film z 1930 roku, wyreżyserowany przez Josefa von Sternberga. Został zrealizowany w erze Pre-Code.

## O filmie
Główne role w filmie zagrali Gary Cooper, wówczas już jeden z najsłynniejszych aktorów w USA, i nieznana tam jeszcze Marlena Dietrich. Był to drugi film, nad którym von Sternberg i Dietrich pracowali razem, po wydanym kilka miesięcy wcześniej Błękitnym aniele. Maroko to jednak pierwsza amerykańska produkcja w ich dorobku, efekt kontraktu z Paramount Pictures. Scenariusz powstał na podstawie powieści Amy Jolly Jules'a Furthmana i pierwotnie taki tytuł miała nosić produkcja. Akcja toczy się w rejonach północnej Afryki, jednak filmu nie kręcono w naturalnej scenerii – egzotyczne krajobrazy Maroka odtworzono w warunkach studyjnych. Marlena Dietrich w trakcie kręcenia filmu nie władała jeszcze językiem angielskim w wystarczającym stopniu i całą swoją rolę opanowała fonetycznie.
Film pierwotnie zaprezentowano w USA 14 listopada 1930, natomiast ogólnoamerykańska jego premiera miała miejsce 6 grudnia tego samego roku. Okazał się wielkim sukcesem i utorował Marlenie Dietrich drogę do światowej kariery. Aktorka za swoją kreację otrzymała w 1931 roku jedyną w karierze nominację do Oscara dla najlepszej aktorki pierwszoplanowej. Łącznie film dostał cztery nominacje do tej nagrody, za najlepszą scenografię (Hans Dreier), najlepsze zdjęcia (Lee Garmes) i najlepszą reżyserię (Josef von Sternberg).
Maroko uznaje się dziś za jeden z najważniejszych filmów w dziejach kina. Słynie on z wizerunku, jaki Marlena Dietrich przedstawiła w nim: uwodzicielskiej kobiety, jednak pełnej męskich cech. Do historii przeszedł image aktorki ubranej w męski frak i cylinder. Maroko to także pierwszy film w historii kinematografii, w którym pokazany został pocałunek dwóch kobiet – wywołało to wówczas spore kontrowersje.

## Fabuła
Marlena Dietrich gra w filmie rolę piosenkarki kabaretowej Amy Jolly, występującej w Maroku z kabaretem Lo Tinto. Wśród jej publiczności zjawia się żołnierz Legii Cudzoziemskiej Tom Brown (w tej roli Gary Cooper). Oboje zakochują się w sobie, jednak Amy waha się pomiędzy uczuciem do niezbyt zamożnego żołnierza a dostatnim życiem u boku milionera, granego przez Adolphe Menjou. Tom w końcu zostaje wysłany na kolejną misję. Film kończy się słynną już sceną, pokazującą Amy biegnącą boso poprzez pustynię, podążającą za oddalającym się pułkiem ukochanego.

## Obsada
- Gary Cooper jako Tom Brown
- Marlene Dietrich jako Amy Jolly
- Adolphe Menjou jako La Bessiere
- Ullrich Haupt jako Adiutant Caesar
- Eve Southern jako Madame Caesar
- Francis McDonald jako sierżant
- Paul Porcasi jako Lo Tinto

## Oceny
| Źródło       | Ocena |
| ------------ | ----- |
| AllMovie     | [ 7 ] |
| Eye for Film | [ 8 ] |
| VideoVista   | [ 9 ] |